# تاريخ الأردن القديم
كان الأردن ومنذ أقدم العصور مأهولا بالسكان بشكل متواصل. وتعاقبت عليه حضارات متعددة، وقد استقرت فيه الهجرات السامية التي أسست تجمعات حضارية مزدهرة في شماله وجنوبه وشرقه وغربه، ساعده على ذلك مناخه المتنوع وموقعه الذي يربط قارات العالم القديم فكان قناة للتجارة والمرور البشري بين شتى بقاع العالم.

## التسمية
سكن شعب العموريين الذين هم أشقاء الكنعانيين في الأردن، واتخذ الكنعانيون فلسطين بلداً لهم وسمِّيت أرض كنعان، بينما سُمِّيت الأردن تحت عناوين عدة، حسبما نجده في أسفار العهد القديم نفسها: الاسم العام هو بلاد عبر الأردن (Trans Jordan), اما الأسماء الأخرى للأردن فقد كانت تسمى على اسم الممالك التي كانت تسكنها، والاسم الخاص هو المناطق الجغرافية وهي مكونات البلاد التي قامت بها هذه الممالك، وسمِّيت كل مملكة وشعبها باسم تلك المنطقة مثل الأدوميون (نسبة إلى أدوم) والمؤابيون (نسبة إلى مؤاب)، والحشبونيين (نسبة إلى حشبون ـ حسبان الحالية)، والعمونيون (نسبة إلى ربة عمون ـ عمان الحالية). والباشانيون (نسبة إلى باشان وهي بيسان الحالية). ومملكة الأنباط نسبة إلى اسمهم وليس إلى اسم المكان. فقد جاءت هذه القبائل العربية مهاجرة من جزيرة العرب وحطّت رحالها في أرض الأردن واستوطنت كل واحدة منها دياراً يفصلها عن الأخرى معالم طبيعية وكانت العلاقة فيما بينهم ودية، وكانت قد ظهرت هذه القبائل بالأردن منذ حوالي ألفي سنة قبل الميلاد، في وقت واحد تقريباً.

## العصر الحجري
عاش الإنسان على ارضه في فترات متعددة تمثلت منذ العصر الحجري القديم (500.000-14000) قبل الميلاد والعصر الحجري الأوسط (14000-8000) قبل الميلاد حيث عثر على فؤوس يدوية ثنائية الوجه مصنوعة من الصوان والبازلت، وكان جو الأردن ماطرا دائما ويعيش الإنسان على صيد الحيوانات البرية جامعا النباتات البرية. وصولا إلى العصر الحجري الحديث المبكر (8000-6000) قبل الميلاد والعصر الحجري الحديث اللاحق (6000-4500) قبل الميلاد حيث شهدت البلاد بعض التطورات في جوانب متعددة من الحياة مثل انتظام الزراعة إلى جمع وسقي وتدجين بعض الحيوانات كالخراف والماعز والكلاب، واكتشاف الفخار وطليه بالألوان المتعددة حسب صنف من الأكواب والجرار وتماثيل الحيوانات السيراميكية الطبيعي المصنوعة من الجص الصغيرة في فترة العصر الحجري النحاسي (4500-3300) قبل الميلاد، حسب لوجود منازل الطينية، وصناعة الأزاميل والنصال والمناجل والفؤوس النحاسية.

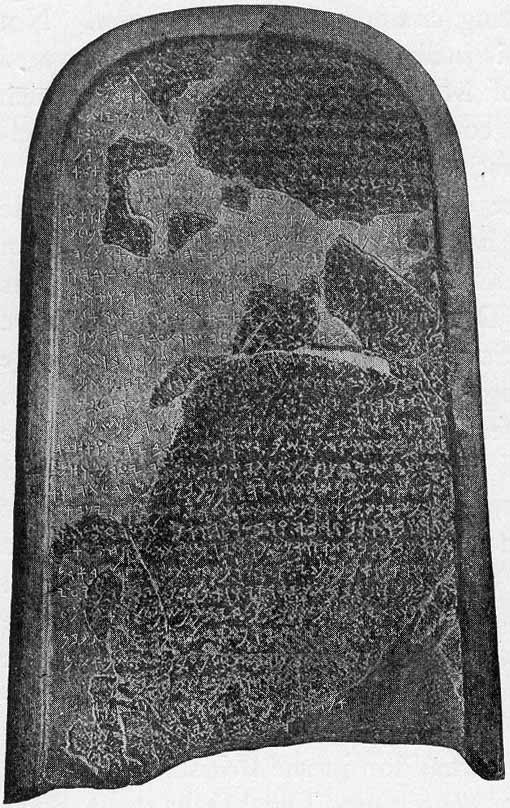
مسلة الملك ميشع ملك المؤابيين

## العصر البرونزي
خلال العصر البرونزي الوسيط (حوالي 2000 -1500 ق.م) نمت القرى سريعاً إلى بلدات مساحتها ( 5 – 10 هكتارات) من مستوطنات قروية صغيرة (أقل من هكتار واحد) كانت قد انتشرت في انحاء المنطقة الجنوبية من نهر الأردن حتى ضفاف نهر الزرقاء وعلى طول مرتفعات الأردن الشمالية وجنوباً حتى عمان، حيث استقر الإنسان في القرى الأولى، ومارس الزراعية، ونشأت تدريجياً علاقات تكامل بين أنماط الحياة المستقرة والرعوية، بين أوائل القرويين، الذين عرفوا كيف يستفيدون من بناء السدود الصغيرة على سفوح الجبال، مع البدو، كما نشأت علاقات بين مجتمعات متباعدة، تبادلت منتوجاتها الحرفية الخاصة بكل منها. فتطورت مواقع القرى تدريجياً لتصبح مدناً تحتوي مبان إدارية ( بلا، دير علا، إربد، السلط، عمّان)، ثم تطورت إلى ثلاث ممالك: عمّون، مؤاب وأدوم حوالي 1,100 ق م. جاء نشوء هذه الممالك في العصر الحديدي (1200 – 332 ق.م) في سياق الفترة التالية من العصر البرونزي المتوسط، الذي تميز بظهور نوع جديد من الصناعة الفخارية وبشيوع استعمال البرونز في صناعة الاسلحة.

## العصر الحديدي
1200 ق.م – 332 ق.م تأثرت الجماعات القبلية والعشائرية التي كانت تسكن مناطق الأردن قديمًا بالمد الحضاري الكنعاني، فعلى الرغم من أن الكنعانيين كانوا قد سكنوا فلسطين ومناطق جنوبي بلاد الشام، فإنّ تأثيرهم الحضاري، خاصة الثقافي واللغوي كان قد امتد إلى الجماعات التي كانت تقطن مناطق الأردن. استطاع الإنسان في هذا العصر أن يصهر الحديد والفولاذ ويستخدمه في صناعة الأسلحة والأدوات المنزلية، وقد تحسن مستوى الصناعات والحرف، حيث ظهر الفخار المتقن الصنع. أهم ما يميز العصر الحديدي نشوء ثلاث ممالك صغيرة اقتسمت هضبة شرق الأردن، وهي مملكة عمون وعاصمتها ربة عمون، ومملكة مؤاب وعاصمتها ذيبان، ومملكة أدوم وعاصمتها بصير.
كانت عاصمة الأدوميين بصيرا التي تقع حاليا في محافظة الطفيلة, وقد ظهرت في الجزء الشمالي للمملكة العربية الأردنية مديان التي كانت تمتد جنوباً في شمال جزيرة العرب. وملك الأدوميون الشراة ووادي عربة والبادية الشرقية، وخليج بحر القلزم (أيلة/ العقبة الحالية) وساحل البحر الأحمر إلى الجنوب. وكانت لهم قوة برية وبحرية، ويستفيدون من القوافل التجارية والثروة الزراعية والثروة الرعوية التي سبق وأشرنا أنها ضايقت الفرعون المصري رعمسيس الثالث في فترة متأخرة من عهد المملكة الأدومية. كانت هذه المملكة تتألف في تركيبها السكاني من قبائل، ولكل قبيلة شيخ يعتبر هو زعيمها، ولهؤلاء زعيم يعتبر شيخ المشايخ، وتطوّرت الأمور بعد الاستقرار أن صار الشيخ الأعلى ملكاً للبلاد، يقود الجيوش بالمعارك، وله إدارة الدولة والعشائر، وكانت مملكة جيدة التنظيم، ونظام الحكم فيها وراثي في الذكور.
المؤابيون تلك المملكة الشهيرة التي كانت عاصمتها ديبون شمال وادي الموجب، ثم انتقلت إلى قبر حارسة (الكرك) زمن الملك ميشع. كانت الكرك وذيبان العاصمتين الرئيسيتين لهم وكان الإله لكموش أهم إله عند المؤابيين، وكان ميشع أعظم ملك من ملوكهم الذي دوّن انتصاراته وإنجازاته على حجر ذريبان. وقد تعاقب على احتلالها فيما بعد كل من الآشوريين، والبابليين، وصارت مملكة مؤاب ولاية بابلية زمن الملك نبوخذ نصر.
كانت عمون أو ربة عمون المعروفة الآن بعمان عاصمة للدولة العمونية، وكان العمونيون يتمركزون في شمال ووسط الأردن وتحتفظ عمان بموقع العاصمة القديمة. قام العمونيون بإخراج اليهود القدماء من بلادهم إلى بلاد كنعان (فلسطين). وقاد هذه الحرب ملكهم ناحاش العموني، حتى إذا ما صار داوود ملكاً انقلبت الموازين وقام في حوالي 1000 ق.م بالهجوم على كل من مؤاب وأدوم، ثم في عام 995 ق.م قاد الملك طالوت حملة على عمون زمن الملك العموني حانون بن ناحاش. ومن ملوك العمونيون أيضاً حنون، شوبي، روحوبي، بعثا، شانيب، زاكير.

## البابليون والفرس
بعد سقوط العاصمة الآشورية نينوى، ثارت جميع الشعوب التي كانت تخضع للاشوريين، ففر آخر ملوك آشور (أباليت) إلى حران، وأصبحت السيطرة للبابليين بعد الآشوريين الذي سرعان ما حاولوا الاستحواذ على شرقي المتوسط ومنها شرقي الأردن، فتآلف ملوك مؤاب وعمون وصور وصيدا لصد هجمات بابل، إلا أن الملك البابلي نبوخذ نصر تمكن من الانتصار عليهم والوصول إلى القدس سنة 586 ق م، ثم تمكن من إخضاع صيدا ومؤاب وعمون، فيما بقي محاصرا صور لمدة ثلاث عشرة سنة، إلى أن أخضعها. وقد سبى نبوخذ نصر عددا كبيرا من اليهود من القدس وفلسطين إلى بابل، إلا أن بابل ما لبث أن دب فيها الفساد فسقطت في أيدي الفرس سنة 540 ق م.
فبعد انتهاء الحكم البابلي وضعت الأردن وفلسطين تحت الحكم الفارسي بواسطة أمير فارسي وحكام فرعيين. وقد حرر الملك الفارسي سيروس في هذه الأثناء اليهود من الأسر البابلي وسمح لهم بالعودة إلى فلسطين, وفي عهد الإمبراطور الفارسي داريوس الذي حكم من 531 – 485 ق م جزءت الإمبراطورية الفارسية إلى عشرين ولاية؛ كل ولاية عليها حاكم يدعى مرزبان، وقد كانت شرقي الأردن وقبرص جزءا من الولاية الفلسطينية، أما عرب تيماء فقد فرضت عليهم الإتاوة. استمر النظام الإداري الفارسي إلى أن جاء الأسكندر الكبير عام 333 ق م. فقد أفسح انهيار الإمبراطورية الفارسية الطريق أمام الأسكندر الأكبر عام 332 قبل الميلاد لاحتلال العاصمة الفارسية وبسط النفوذ اليوناني على الأردن والبلدان المجاورة. ولم تخضع شرقي الأردن لحكم اليونان المباشر في عهد الأسكندر، الذي توفي عام 323 ق م وهو يتأهب لغزو الجزيرة العربية، فبعد وفاة الأسكندر انقسمت الإمبراطورية اليونانية إلى ثلاثة أجزاء: الجزء الأوروبي، لانتغونس حفيد أحد قادة الأسكندر، أما فارس وسورية إلى شمالي دمشق فقد خضعت لسلوقس، فيما خضعت مصر وفلسطين وشرقي الأردن والقسم الجنوبي من سوريا لبطليموس.

## اليونان

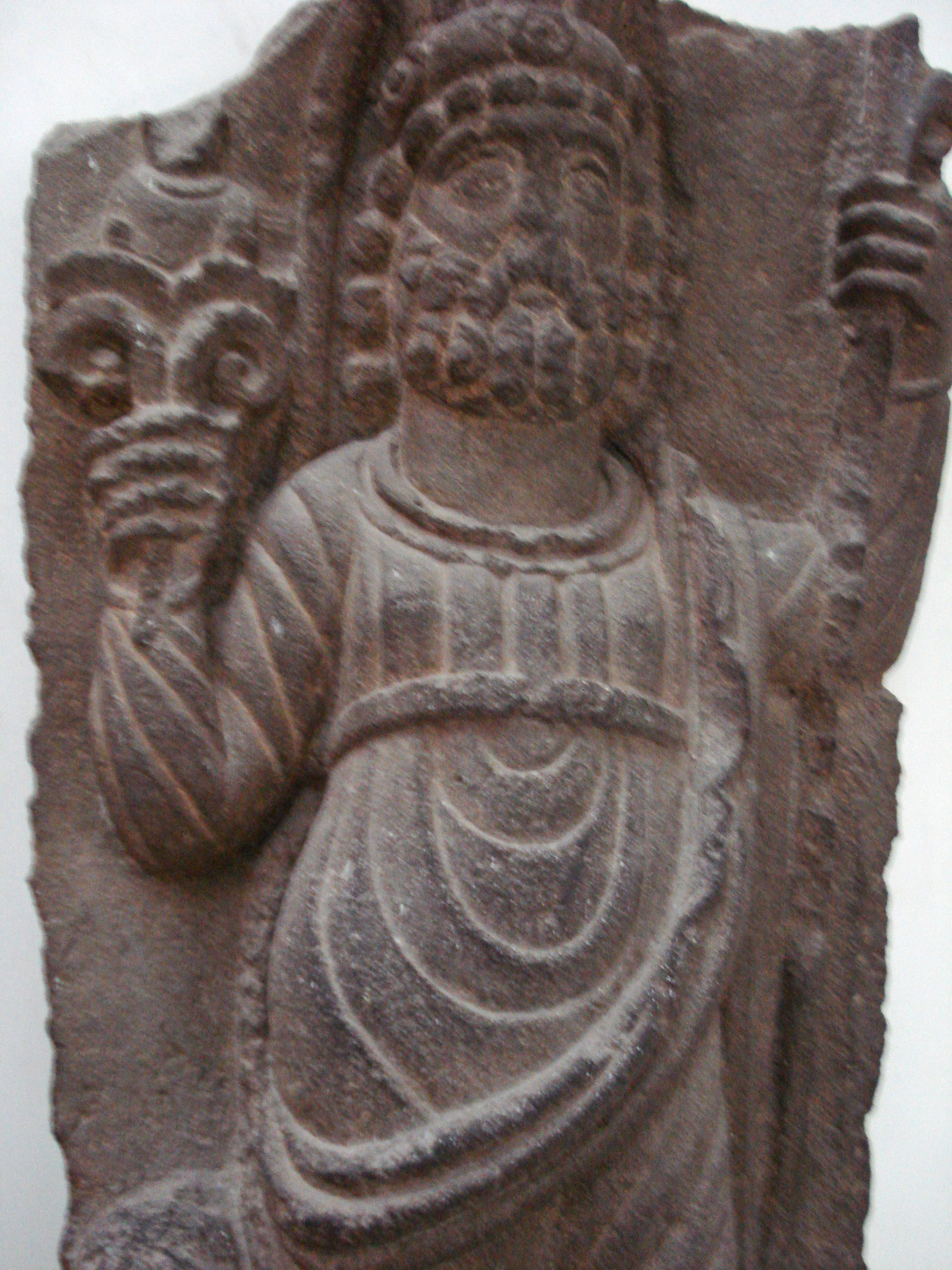
ذو الشرى, الاله الذي كان يعبده الأنباط

احتل اليونانيون (عمون) في عام 300 ق.م وكانت من ضمن ما احتله اليونانيون من الأردن وسوريا. أولاها اليونانيون أهمية كبرى، إذ صارت من ممتلكات بطليموس المصري خلال جزء من القرن الثالث قبل الميلادي. حيث أعيد بناؤها، وأطلقوا اسماً جديداً عليها وهو: فيلادلفيا بدلاً من ربة عمون. وأما الاسم الجديد فهو مشتق من اسم بطليموس فيلادلفوس الثاني (383-346 ق.م). ازدهرت ربة عمون في الفترة اليونانية، وصارت إحدى تحالف المدن العشرة وكان تحصينها ضرورة أمنية للإمبراطورية لتكون قادرة على مواجهة الموجات البدوية القادمة من الصحراء.
حيث تعلَّم اليونانيون الدرس في أنهم قادرون على حصار المدن والقلاع واحتلالها، لكنهم غير قادرين على القضاء على البدو أو منع هجماتهم. حدث صراع بين الجناح المصري والجناح السوري للإمبراطورية اليونانية بين أتباع بطليموس في مصر، والسلوقيين في سوريا، الذين رأوا أهمية ربة عمون، وضرورة السيطرة عليها، لحرمان مصر من مخفر متقدم في خاصرة بلاد الشام من جهة، ولتكون مخفراً متقدماً للسلوقيين ضد المصريين والبدو على حدٍّ سواء من جهة أخرى. فقام الملك أنطيوخس الثالث (الجناح السوري) بقيادة جيش كثيف وضرب حصاراً طويلاً على قلعة ربة عمون، أدى إلى احتلالها في نهاية المطاف. كان ذلك الاحتلال من اتباع بطليموس في عام 218 ق.م. وبقي اليونانيون في عمان مدة تقارب مائة عام بعد هذا الاحتلال حتى طردهم منها الأنباط.